# Karmah
Karmah war eine Popband, bestehend aus der italienischen Sängerin Elisa Bava und dem Rapper July B. (eigentlich Juliano Bozzano). Produziert wurde das Duo von Gabry Ponte und Dom Capuano.

## Biografie
Der größte Erfolg gelang Karmah mit Just Be Good to Me. Die Single wurde in der Technik des Bastard-Pops produziert. Sie kombiniert die Melodie des S. O. S.-Band-Hits Just Be Good to Me aus dem Jahr 1984 mit der Bassline des Police-Stücks Every Breath You Take von 1983. Die Rap-Parts stammten vom italienischen Musiker, Produzenten und Sänger Gianfranco Randone, besser bekannt als Jeffrey Jey (Sänger von Eiffel 65 / Bloom 06).
Ursprünglich wurde das Lied bereits 1997 als B-Seite der Single Heaven veröffentlicht, blieb allerdings ohne nennenswerte Resonanz. Ein Moderator des MDR-Popsenders Jump entdeckte das Lied sieben Jahre später wieder, worauf andere Musiksender reagierten und Just Be Good to Me ebenfalls spielten. Daraufhin wurde der Titel als A-Seite veröffentlicht und stieg acht Jahre nach Erstveröffentlichung in die Top 10 der deutschen und österreichischen Charts. Da Gianfranco Randone keine Zeit für das Projekt Karmah hatte, wurde der niederländische Rapper Jay Delano als Playbackersatz für öffentliche Auftritte engagiert.
Ende Juli 2006 erschien die zweite Single, eine Coverversion des Suzanne-Vega-Liedes Tom’s Diner, das bereits 1990 in der Version des Dance-Acts DNA ein Hit war. Der Rap stammt hier, so wie auch auf allen anderen Stücken des Albums Be Good to Me, von July B.

## Diskografie

### Alben
- 2006: Be Good to Me

### Singles
- 1997: Heaven / Just Be Good to Me
- 1997: Your Woman
- 2005: Just Be Good to Me (Every Breath You Take)
- 2006: Tom’s Diner